# Deiphobe
Deiphobe (altgriechisch Δηιφόβη Dēiphóbē) ist der von Vergil für die Sibylle von Cumae angegebene Name. Sie wird von ihm Kind des Glaukos genannt.